# Jogadoras de Hóquei em Patins do Sport Lisboa e Benfica
Esta é uma lista de jogadoras de Hóquei em patins do Sport Lisboa e Benfica, organizada por época.

## Época

### 2016-17
Na época 2016-17, a equipa ganhou todas as competições nacionais em que estava inserida (Campeonato Português, Taça de Portugal e Supertaça). Com a conquista do campeonato nacional pela quinta vez consecutiva, a equipa torna-se pentacampeã nacional.
No que respeita a competições europeias, a equipa do Sport Lisboa e Benfica perdeu na meia-final da Taça Europeia com o CP Gijón.

#### Plantel
O plantel para a época 2016-17 era: 
| Nº                       | Nome           | Posição      | Idade   | País     | Equipa Anterior |
| ------------------------ | -------------- | ------------ | ------- | -------- | --------------- |
| 10                       | Maria Vieira   | Guarda-Redes | 20 anos | Portugal | SL Benfica      |
| 23                       | Sandra Coelho  | Guarda-Redes | 18 anos | Portugal | SL Benfica      |
| 7                        | Inês Vieira    | Defesa/Média | 23 anos | Portugal | SL Benfica      |
| 94                       | Rute Lopes     | Defesa/Média | 22 anos | Portugal | SL Benfica      |
| 15                       | Andreia Leal   | Defesa       | 23 anos | Portugal | SL Benfica      |
| 2                        | Marlene Sousa  | Avançada     | 21 anos | Portugal | SL Benfica      |
| 5                        | Ana Arsénio    | Avançada     | 19 anos | Portugal | SL Benfica      |
| 77                       | Rita Lopes     | Avançada     | 22 anos | Portugal | SL Benfica      |
| 9                        | Rita Luz       | Avançado     | 19 anos | Portugal | SL Benfica      |
| 13                       | Raquel Abreu   | Avançado     | 22 anos | Portugal | SL Benfica      |
| 88                       | Macarena Ramos | Universal    | 20 anos | Chile    | SL Benfica      |
| Treinador: Paulo Almeida |                |              |         |          |                 |